# Chibchea
Chibchea là một chi nhện trong họ Pholcidae.

## Các loài
Các loài trong chi này gồm:
- Chibchea aberrans (Chamberlin, 1916)
- Chibchea abiseo Huber, 2000
- Chibchea araona Huber, 2000
- Chibchea elqui Huber, 2000
- Chibchea ika Huber, 2000
- Chibchea malkini Huber, 2000
- Chibchea mapuche Huber, 2000
- Chibchea mateo Huber, 2000
- Chibchea mayna Huber, 2000
- Chibchea merida Huber, 2000
- Chibchea picunche Huber, 2000
- Chibchea salta Huber, 2000
- Chibchea silvae Huber, 2000
- Chibchea tunebo Huber, 2000
- Chibchea uru Huber, 2000
- Chibchea valle Huber, 2000